# Gene Snitsky
Eugene Alan Snisky (Nesquehoning (Pennsylvania), 14 januari 1970), beter bekend als Snitsky, is een Amerikaans professioneel worstelaar. Snisky was actief in de World Wrestling Entertainment (WWE). Snitsky werd vrijgegeven van zijn WWE contract op 11 december 2008.

## Worstelcarrière
Snitsky werd getraind door Afa van het 'Wild Samoan Training Center' en worstelde in Ohio Valley Wrestling onder de worstelnaam Mean Gene Mondo, de (volgens de verhaallijn) broer van Mike Mondo. Daarvoor heeft hij nog kort geworsteld bij World Xtreme Wrestling onder de worstelnaam "Mean" Gene Snisky (een inspiratie van de afgeleide naam, "Mean" Gene Okerlund) en won het tag-team kampioenschap samen met zijn toenmalige partner, Robb Harper. Toen hij als single worstelaar verderging, won hij in de WXW de wXw Heavyweight Championship.

## World Wrestling Entertainment

#### Mondaynight RAW
Snitsky maakte zijn WWE debuut op 13 september 2004 tijdens een wekelijkse RAW Show als een jobber (iemand die een match verliest om zo hype te creëren rondom de andere worstelaar) tegen Kane. Tijdens deze match sloeg Snitsky, Kane met een ijzeren stoel op zijn rug, waardoor Kane op zijn (volgens de verhaallijn) zwangere vrouw, Lita viel. Dit had als resultaat, de dood van de ongeboren baby tot gevolg. De naam Snitsky ontstond door toeval nadat, Jerry Lawler, de RAW commentator, de T, mee uitsprak in plaats van Snisky. Tevens zei Snitsky constant "It wasn't my fault" was resulteerde, dat dit een van zijn catch-phrase-zinnen werd.
Hij werd toen in een feud geplaatst met Kane, wat leidde tot een match tijdens Taboo Tuesday 2004. In deze match sloeg Snitsky, Kane op plaatsen, waardoor hij buiten actie werd gesteld om niet te kunnen worstelen. Echter werd dit gedaan zodat Kane zijn nieuwe film See No Evil kon filmen. Tijdens de New Year's Revolution pay-per-view, werd de feud weer opgepikt, waarin Snitsky de match verloor.
Tijdens de 2004 Survivor Series, werd Snitsky geconfronteerd met een andere freak van SmackDown!, namelijk Heidenreich. Tijdens een backstage sketch. Wisselden de zinnen als 'Ik mag....je literatuur.' en 'Ik...vind het leuk...wat je met baby's doet.', terwijl beiden hardop zaten te hijgen. Tijdens de 2005 Royal Rumble, zou Snitsky Heidenreich helpen in zijn casket match tegen The Undertaker. Later bleek Kane in de kist te zitten en sloeg Snitsky en Heidenreich, voordat ze beide in het publiek eindigden, voordat match voortging. Dit was een soort kettingreactie op een paar matches die later zouden plaatsvinden. Zo ontstond er een tag-team match tussen Kane en The Undertaker tegen Heidenreich en Snitsky, die te zien hoorde te zijn tijdens WrestleMania 21. Het idee veranderde echter, nadat The Undertaker in een feud verwikkeld raakte met Randy Orton.

## In worstelen
- Afwerking bewegingen
  - Egoist Schwein (Pumphandle slam)

- Kenmerkende bewegingen
  - Fireman's carry twisted and dropped into a swinging sidewalk slam
  - Running big boot
  - Double underhook
  - Inverted DDT
  - Running or a short-range lariat
  - Scoop slam
  - Short-arm clothesline

## Kampioenschappen en prestaties
- Athletik Club Wrestling
  - ACW Tag Team Championship (1 keer met Rob Harper)

- World Xtreme Wrestling
  - WXW Heavyweight Championship (1 keer)
  - WXW Tag Team Championship (2 keer met Rob Harper)